# Aristida hamulosa
Aristida hamulosa är en gräsart som beskrevs av Johannes Jan Theodoor Henrard. Aristida hamulosa ingår i släktet Aristida och familjen gräs. Inga underarter finns listade i Catalogue of Life.